# 戰地女記者 (電影)
《戰地女記者》是一部2016年3月4日美國傳記戰爭喜劇電影，由Robert Carlock改編自，金·巴克的回憶錄《塔利班混戰：阿富汗和巴基斯坦的奇怪日子》，格倫．費卡拉（Glenn Ficarra）和約翰·裡誇（John Requa）執導，蒂娜·費、瑪格·羅比、馬丁·費里曼領銜主演。

## 劇情
「阿富汗」熟悉的國名，不熟悉的國度，這片籠罩在戰火煙硝中的遺落之境，菜鳥記者金貝克被外派駐此，阿富汗的傳統文化使她震撼，也從這混亂又荒謬的戰場中重新找到自我，由喜劇演員蒂娜·費飾演看似正經、實則脫線的記者金貝克，因從未有派駐的相關經驗，在希望與恐懼之間嚴肅的阿富汗戰場，導演以一種詼諧及天兵的角度，重新詮釋在當地所發生的人、事、物。

## 外部連結
- Whiskey Tango Foxtrot官方網站 （页面存档备份，存于）
- 豆瓣电影上《戰地女記者》的資料 （简体中文）
- 互联网电影数据库（IMDb）上《戰地女記者》的资料（英文）
- 開眼電影網上《《戰地女記者 》》的資料（繁體中文）
- YouTube上的《戰地女記者》預告